# Ann Marie Buerkle
Ann Marie Colella, coniugata Buerkle (IPA: [ˈbɜːrkəl]; Auburn, 8 maggio 1951), è una politica e avvocato statunitense, dal 2011 al 2013 membro repubblicano della Camera dei rappresentanti per lo stato di New York.

## Biografia
Buerkle ottenne il diploma di infermiera nel 1972 e svolse questa professione finché, nel 1994, si laureò in legge.
Nel 1995 venne eletta nel consiglio comunale della città di Syracuse e dal 1997 al 2010 lavorò come assistente dell'attorney general di New York.
Nel 2010 si candidò alla Camera dei Rappresentanti per il Partito Repubblicano. Contrariamente alle previsioni, la Buerkle vinse le elezioni con il 50.2% dei voti contro il 49.8% dell'avversario, il democratico in carica Dan Maffei.
Due anni dopo la Buerkle chiese la rielezione, ma dovette scontrarsi ancora con Maffei, che questa volta la sconfisse. La donna fu così costretta ad abbandonare il Congresso dopo un solo mandato.
Nel 2013 il Presidente Barack Obama la nominò commissaria presso la U.S. Consumer Product Safety Commission. Divenuta presidente ad interim della commissione, ottenne la nomina ufficiale da parte di Donald Trump ma rassegnò le proprie dimissioni nel 2019 in seguito ad una controversia riguardante un mancato ritiro dal commercio di alcuni passeggini difettosi.
Politicamente la Buerkle si configura come conservatrice: è contraria all'aborto, ha votato contro la riforma sanitaria di Obama e a favore del rinnovo del Patriot Act.
È madre di sei figli e nonna di undici nipoti.